# نهر نيبوي
نهر نيبوي هو نهر في كاليدونيا الجديدة. تبلغ مساحته 177 كيلومتر مربع. 

## أنظر أيضا
- قائمة أنهار كاليدونيا الجديدة